# Freer Gallery of Art
Il Freer Gallery of Art è un museo di arte asiatica e del Vicino Oriente, fondato nel 1923, situato a Washington, negli Stati Uniti d'America. Fu fondato dal magnate ferroviario, Charles Lang Freer, autodidatta appassionato di arte orientale i cui affari erano a Detroit. Un senatore, Charles Moore, lo invitò a trasferire la sua collezione Washington e ad aprirla al pubblico. Freer espose subito i suoi ottomila pezzi di collezione in un edificio neoclassico costruito tra il 1916 e il 1921 da Charles Adams Platt. L'inaugurazione del museo avvenne il 9 maggio 1923. Fu restaurato all' inizio degli anni 1980 et 1990 e riaprì nel 1993. Circa diciottomila oggetti da collezione sono stati aggiunti alla collezione originale del museo dalla morte di Charles Freer nel 1919.

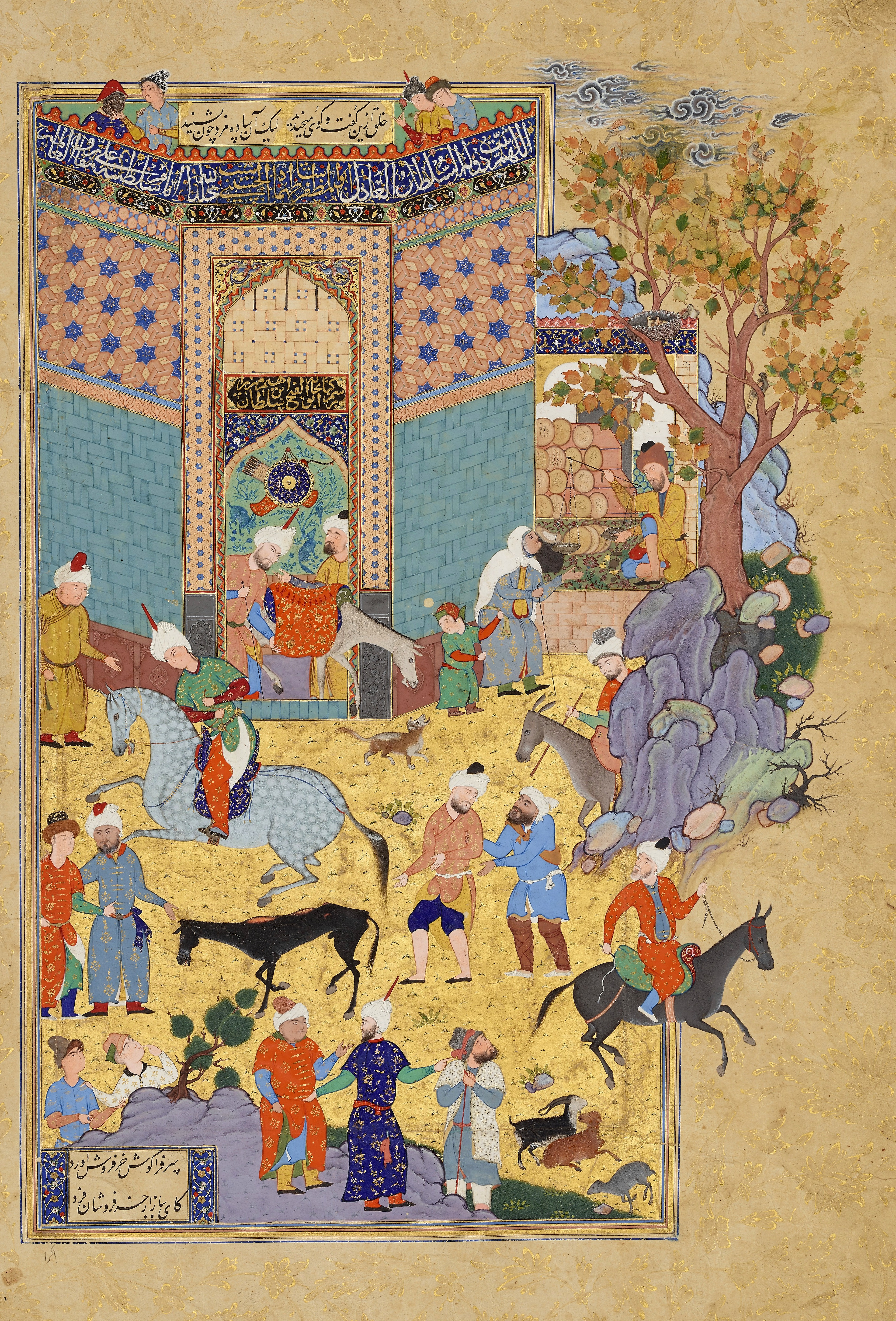
Mirza Ali. Il vento dell'asino. Miniatura estratta da I Sette Troni, 1556—1565. Freer Gallery of Art di Washington, arte persiana.
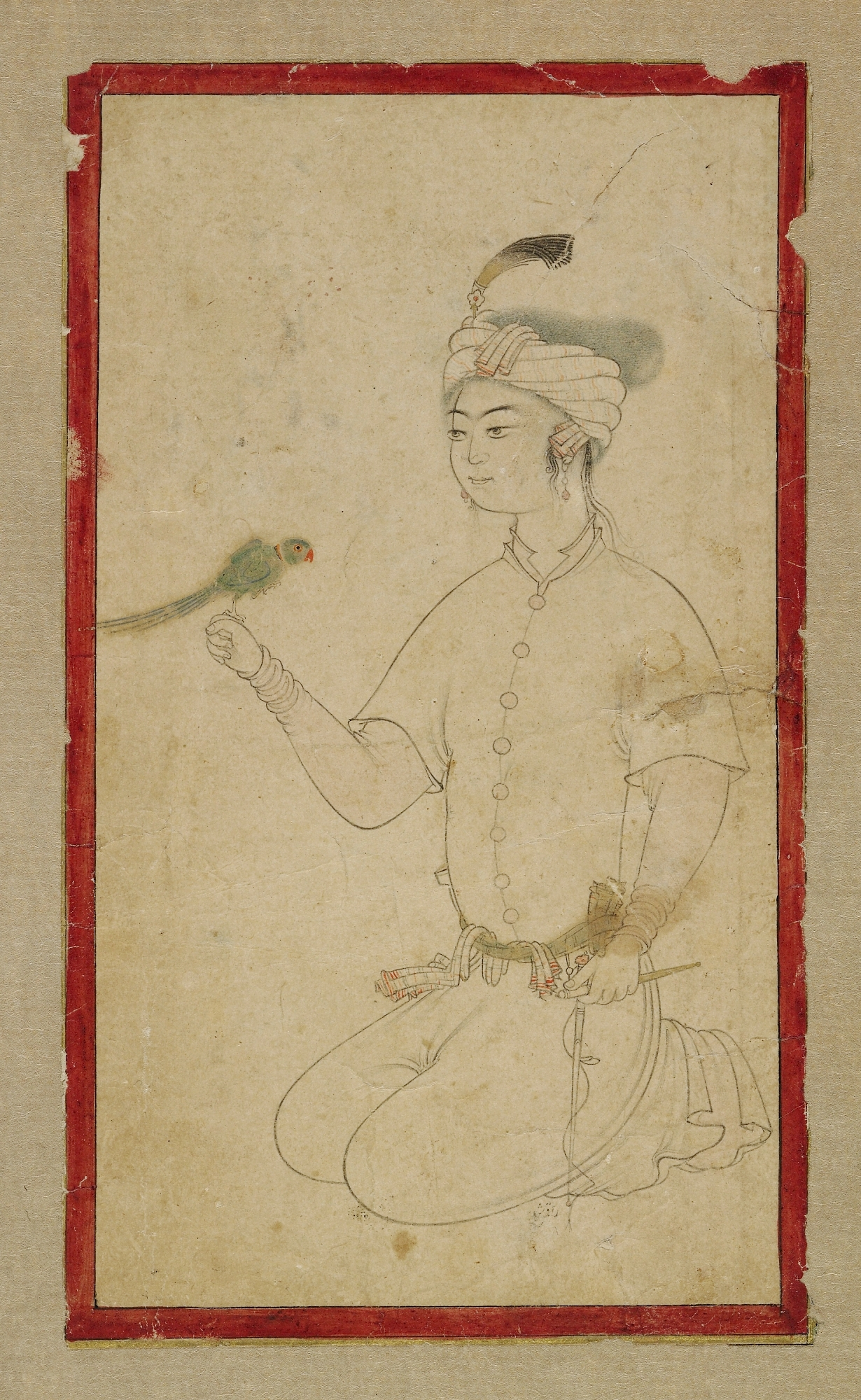
Giovane uomo con un pappagallo , 1575), arte persiana.
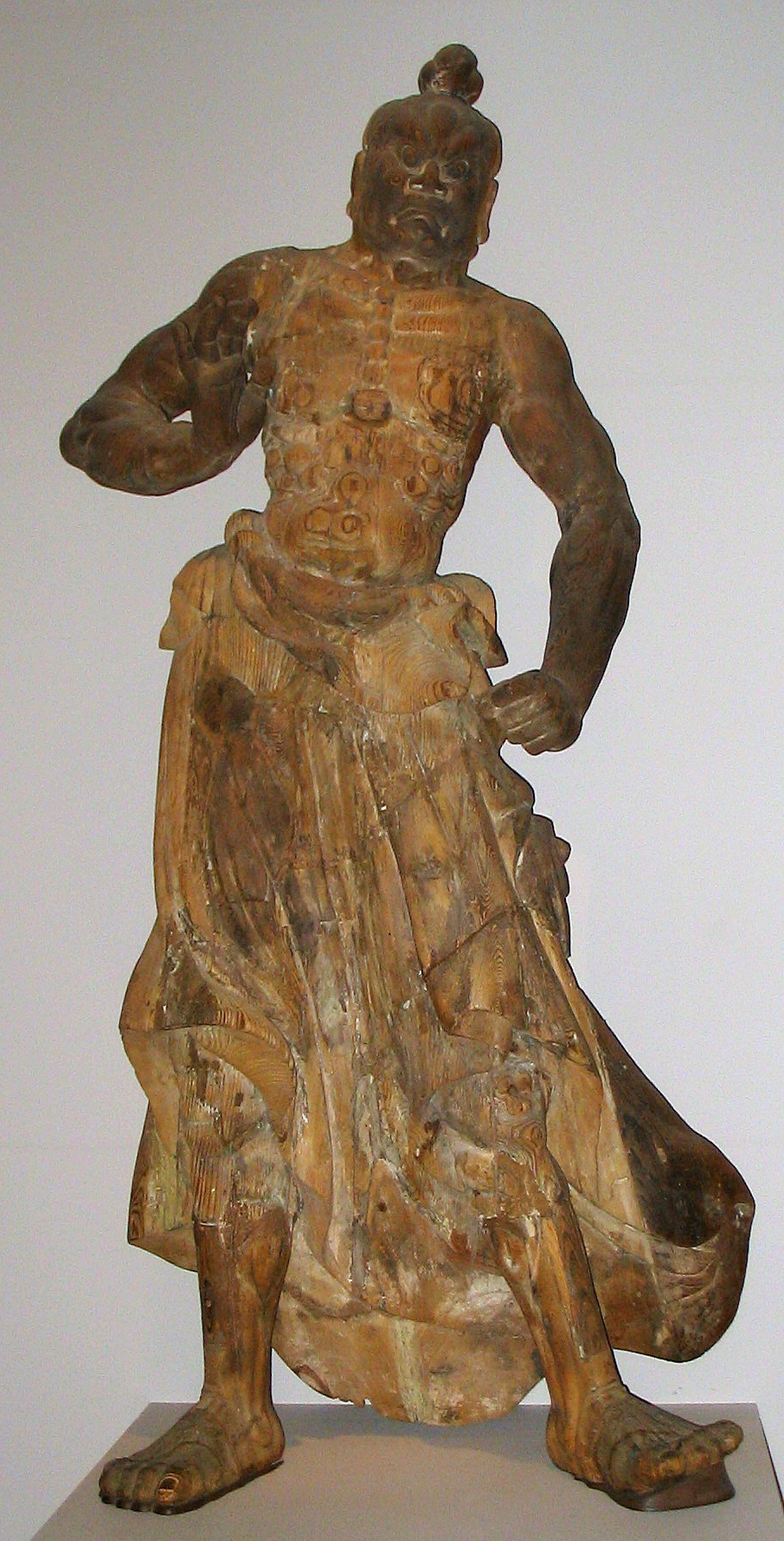
Statue Kongorikishi del secolo XIV, arte giapponese.
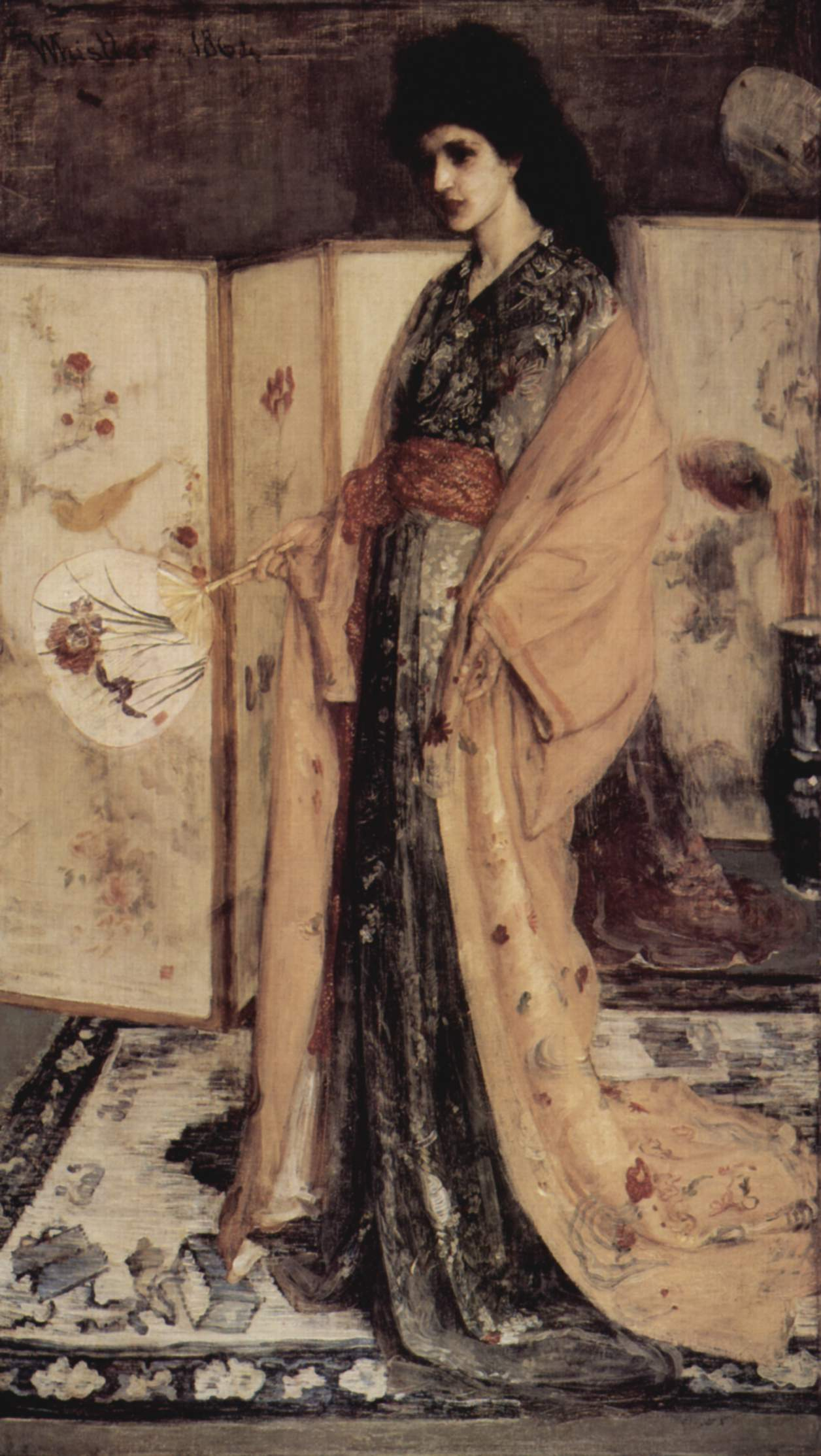
James Abbott McNeill Whistler,  Principessa del Paese di Porcellana, 1863-1864.

## Collezioni
Il Freer Gallery of Art conserva una delle lunghe pergamene, firmata Ke Song e datata 1369, Diecimila bambù sulle colline vicino a un fiume.